# Marendijk

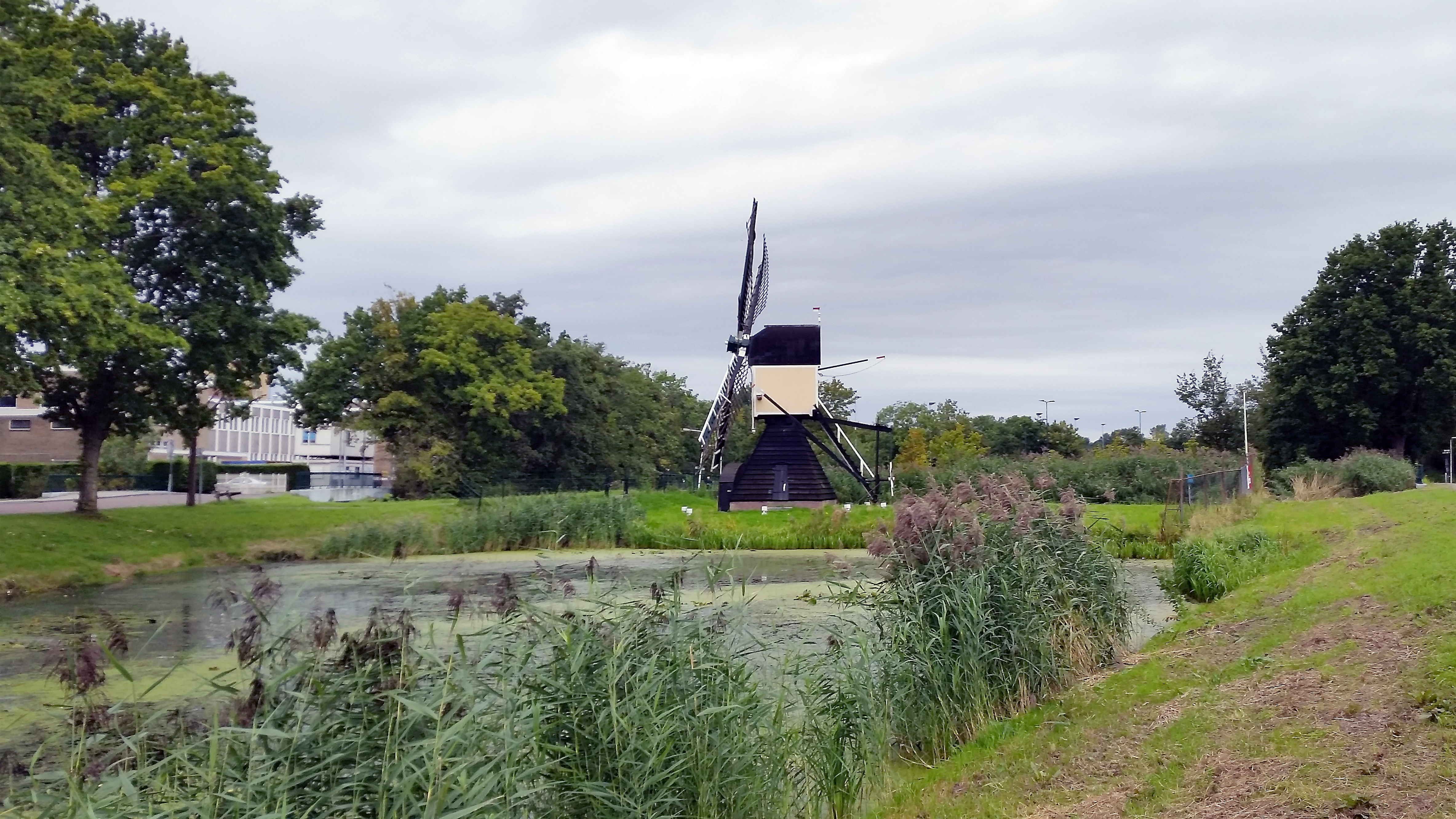
Polder Marendijk met de Maredijkmolen.

Het waterschap Polder Marendijk was een waterschap in de Nederlandse provincie Zuid-Holland, in de gemeenten Leiden en Oegstgeest.
Het waterschap was verantwoordelijk voor de vervening, drooglegging en de waterhuishouding in de gelijknamige polder. Van 1556-1748 was de polder zelfstandig, maar werd toen bestuurlijk verenigd met de Kikkerpolder nadat de molen die de Kikkerpolder bemaalde was uitgebrand. In 1752 werd dit weer ongedaan gemaakt nadat er voldoende geld bijeen was gebracht om een nieuwe molen in de Kikkerpolder te bouwen: de Kikkermolen, die nu nog aanwezig is. Het waterschap Marendijk werd in 1969 opgeheven, ontpolderd en bij de gemeente Leiden gevoegd. De kleine wipmolen die de polder drooghield, de Maredijkmolen uit 1735, staat aan de Groene Maredijk en is nog steeds te zien.